# Peru, Nebraska
Peru är en ort i Nemaha County i Nebraska. Vid 2010 års folkräkning hade Peru 865 invånare.